# Villeurbanne
Villeurbanne je mesto in občina v vzhodnoosrednjem francoskem departmaju Rhône regije Rona-Alpe. Po podatkih iz leta 2019 je mesto imelo 152.000 prebivalcev. 

## Geografija
Kraj leži v vzhodni Franciji ob reki Roni. Na jugozahodu meji na Lyon, s katerim tvori za Parizom drugo največje somestje v Franciji. 

## Administracija
Villeurbanne je sedež treh kantonov:
- Kanton Villeurbanne-Center (del občine Villeurbanne: 40.699 prebivalcev),
- Kanton Villeurbanne-Jug (del občine Villeurbanne: 41.756 prebivalcev),
- Kanton Villeurbanne-Sever (del občine Villeurbanne: 41.760 prebivalcev).

Vsi trije kantoni so sestavni deli okrožja Lyon.

## Zgodovina
Mesto je prvikrat izpričano kot Villa Urbana v 1. stoletju pred našim štetjem, v času Rimljanov Urbanum, nato Villa Urbane in na koncu Villeurbanne.
Francoskemu kraljestvu je pripadlo leta 1349, ko se je tudi oddvojilo od Lyona z reko La Rize, nekdanjim rokavom  reke Rone.
Z obdobjem industrializacije v 19. stoletju se je Villeurbanne začel širiti. Odprtje tekstilnih nato pa še strojnih in kemičnih tovarn je v mesto privabilo številno, predvsem italijansko imigracijo.

## Zanimivosti
- Gledališče Théâtre national populaire (TNP), ustanovljen 1920,
- Mestna hiša Hôtel de Ville s trgom Place Lazare Goujon, in stolpnico Gratte-Ciels zgrajeni v 30. letih 20. stoletja na pobudo tedanjega župana mesta Lazara Goujona.

## Pobratena mesta
- Abanilla (Španija),
- Apovian (Armenija),
- Bat Yam (Izrael),
- Mogilev (Belorusija).